# KPhone
KPhone ist ein SIP-User-Agent für Unix-Betriebssysteme. Es implementiert die Funktionalität eines VoIP-Softphones. KPhone ist eine freie, unter GNU GPL lizenzierte Software. Sie verwendet die Qt-Bibliothek.

## Anwendung
KPhone baut zu anderen SIP-User-Agenten Kommunikationsverbindungen auf. Der User-Agent kann dabei auch ein Gateway in ein anderes Netz sein. Signalisierungsseitig unterstützt KPhone sowohl Proxy-Agenten als auch Point-to-Point-Verbindungen mit dem Partner-User-Agent. Die Nutzlast (z. B. Sprache) kann im Falle einer Signalisierungsverbindung über einen Proxyagent auch über ein Mediagateway geleitet werden. KPhones wichtigste Funktionen sind:
- Mehrere parallele Sessions (bei Sprache ist nur eine Session aktiv)
- Eigene Klingeltöne bzw. Musik
- NAT-Traversal und STUN-Unterstützung
- ALSA- und OSS-Unterstützung
- SRTP für Verschlüsselung von Sprache
- Presence basierend auf SIMPLE
- Makeln
- Anrufübergabe an Dritte
- Anrufweiterleitung vor Annahme
- Automatische Annahme nach festgelegter Zeit

Folgende Ruftypen („Media Types“) sind zurzeit möglich:
- Sprache
- Videoübertragung (über die externe Applikation vic)
- externe Applikationen
- Instant Messaging basierend auf SIMPLE.

Mit dem Ruftyp externe Applikationen lassen sich (ab KPhone SI v1.0) von den beiden Partner-User-Agenten während des Callaufbaus vereinbarte Applikationen starten. Gedacht ist dabei insbesondere an Kommunikationsapplikationen. Ein Beispiel ist KPhoneIM, eine einfache Point-to-Point IM-Applikation, andere sind die im Projekt MBONE entstandenen MICE Tools vic und wbd (Whiteboard). Leider unterstützen diese Tools keine symmetrische Signalisierung, weshalb NAT-Traversal mit ihnen zurzeit nicht möglich ist. Details dazu entnehme man dem Benutzerhandbuch.
KPhone selbst bietet zum NAT-Traversal STUN-Unterstützung an. Diese kann bei Sprachkommunikation und KPhoneIM direkt eingesetzt werden. Andere externe Applikationen müssen möglicherweise angepasst werden, KPhoneIM kann als Hilfe dabei dienen.

## Geschichte
Die ersten Versionen von KPhone stammen von Billy Biggs (damals Student an der University of Waterloo). Zum ersten Mal der Öffentlichkeit präsentiert wurde es beim zweiten „SIP bakeoff“ (1999), durchgeführt von Pulver.
Zwischen 2001 und 2005 übernahm das Wirlab (Seinäjoki, Finnland) die Weiterentwicklung. Deren erste KPhone-Version wurde am 13. März 2002 herausgebracht.
Seit Herbst 2005 wird KPhone in der Sourceforge gehostet.